# Kėdainiai

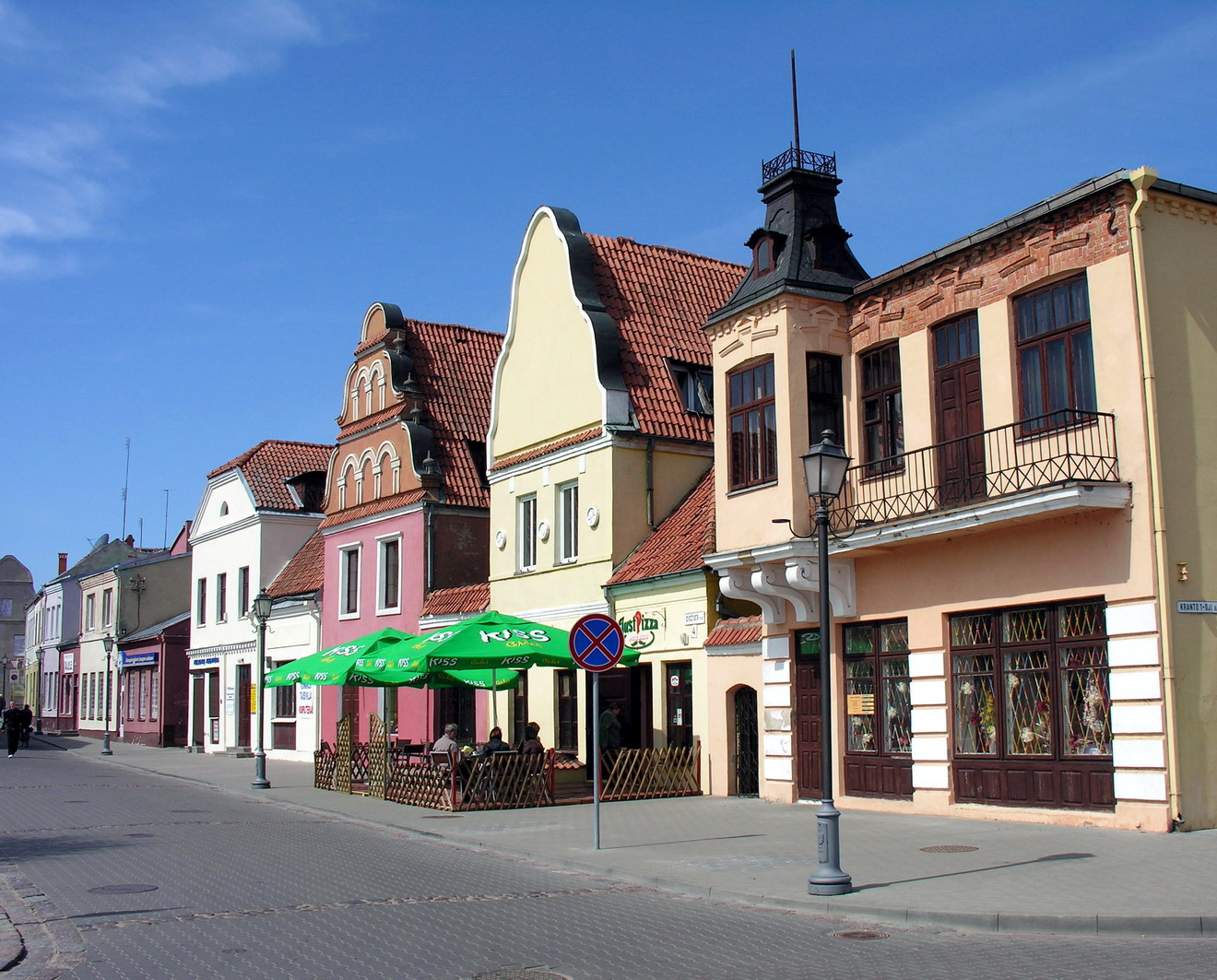
Centro do Kėdainiai

Kėdainiai é uma pequena cidade da Lituânia. Está situada às margens do rio Nevėžis. Tem 30 214 habitantes (2008). O Centro geográfico da Lituânia está a 6,7 km a nordeste dessa cidade.

## História
Existe desde o século XV e a partir do início do século XVII pertenceu à rica família Radvila. É a única das pequenas cidades lituanas que ainda mantém preservada sua cidade antiga datando dos séculos XVII e XVIII. Ali se destacam por sua notável arquitetura a antiga Câmara da Cidade, a Casa dos Reitores, a Igreja de São Jorge, a Igreja Calvinista, a "Casa dos Mercadores", etc. Há igrejas mais recentes como uma Ortodoxa, uma Luterana, outra Igreja Católica, duas Sinagogas e a única Minarete do país.

## Personalidades
- Czesław Miłosz (1911-2004), prémio Nobel da Literatura de 1980